# Bisamberg
Bisamberg este o arie protejată (arie specială de conservare — SAC, sit de importanță comunitară — SCI) din Austria întinsă pe o suprafață de 360,5 ha, integral pe uscat.

## Localizare
Centrul sitului Bisamberg este situat la coordonatele 48°19′15″N 16°22′30″E / 48.3208°N 16.375°E.

## Înființare
Situl Bisamberg a fost declarat sit de importanță comunitară în ianuarie 1998 pentru a proteja 4 specii de plante și 7 specii de animale. Situl a fost protejat și ca arie specială de conservare în martie 2011.

## Biodiversitate
Situată în ecoregiunea continentală, aria protejată conține 8 habitate naturale: Tufărișuri subcontinentale peripanonice, Pajiști carstice calcaroase sau bazofile, de Alysso-Sedion albi, Pajiști panonice carstice (Stipo-Festucetalia pallentis), Pajiști uscate seminaturale și facies de acoperire cu tufișuri pe substraturi calcaroase (Festuco-Brometalia) (* situri importante pentru orhidee), Fânețe de joasă altitudine (Alopecurus pratensis, Sanguisorba officinalis), Grohotișuri medio-europene calcaroase, de la nivel colinar și montan, Păduri panonice cu Quercus petraea și Carpinus betulus, Păduri panonice cu Quercus pubescens.
La baza desemnării sitului se află mai multe specii protejate:
- plante (4): Artemisia pancicii, papucul doamnei (Cypripedium calceolus), Himantoglossum adriaticum, sisinei (Pulsatilla grandis)
- amfibieni (2): buhai de baltă cu burta roșie (Bombina bombina), triton cu creastă dobrogean (Triturus dobrogicus)
- mamifere (1): popândău (Spermophilus citellus)
- nevertebrate (4): fluturele de noapte (Eriogaster catax), Euplagia quadripunctaria, rădașcă (Lucanus cervus), fluturele purpuriu (Lycaena dispar)

Pe lângă speciile protejate, pe teritoriul sitului au mai fost identificate 103 specii de plante, 3 specii de amfibieni, 24 de specii de nevertebrate, 4 specii de reptile.